# Kościół Świętej Trójcy w Lutogniewie
Kościół Świętej Trójcy – katolicki kościół parafialny zlokalizowany w Lutogniewie (gmina Krotoszyn). Funkcjonuje przy nim diecezjalne Sanktuarium Matki Bożej Pocieszenia.

## Historia
Pierwszy drewniany kościół parafialny istniał już w 2 poł. XIII wieku. Rozebrano go w 1823 roku. Obecny kościół z cegły wzniesiono w latach 1823-1832. Konsekracji dokonał bp Edward Likowski w 1894 roku.

## Architektura
Budowla, utrzymana w późnym stylu klasycystycznym, ma jedna nawę. Prezbiterium jest niż i węższe od nawy. Od strony zachodniej wznosi się wieża na planie kwadratu, zwieńczona blaszanym, stożkowatym hełmem. W zachodniej części nawy znajduje się oparty na słupach chór organowy z półkolista balustradą. Nawa zwieńczona jest sklepieniem kolebkowym z lunetami, prezbiterium sklepieniem krzyżowym. Ołtarz główny z wizerunkiem Matki Bożej Pocieszenia, zdobią rzeźby św. Augustyna i św. Moniki. W wyższej części głównego ołtarza znajdują się mniejsze figury św. Jakuba Apostoła i Trójcy Świętej.

## Sanktuarium
Kościół jest ustanowionym sanktuarium maryjnym diecezji kaliskiej. W ołtarzu głównym znajduje się otoczony kultem wizerunek Matki Bożej Pocieszenia z 1 poł. XVI wieku, malowany na desce. Obraz zakrywany jest malowana na płótnie zasłoną przedstawiającą scenę Zwiastowania Pańskiego. Zasłonę wykonano w 2. poł. XVIII wieku. Obraz koronowany koronami papieskimi 29 sierpnia 1999 roku. Korony poświęcił papież Jan Paweł II 14 czerwca 1999, a nałożył je arcybiskup Juliusz Paetz w asyście około stu kapłanów w tym jedenastu biskupów, m.in. arcybiskupa Mariana Przykuckiego i biskupa Stanisława Napierały. Obraz cieszył się szczególną czcią sługi Bożego Antoniego Kowalczyka.